# ノガイ
ノガイ（Noqay, Noγai, ? -  1299年）は、ジョチ・ウルスの有力者。チンギス・カンの長男ジョチの血を引く王族で、ジョチの七男ボアルの長男タタルの子、すなわちジョチの曾孫である。『集史』などのペルシア語資料では نوقاى Nūqāy と表記されている。

## 概要

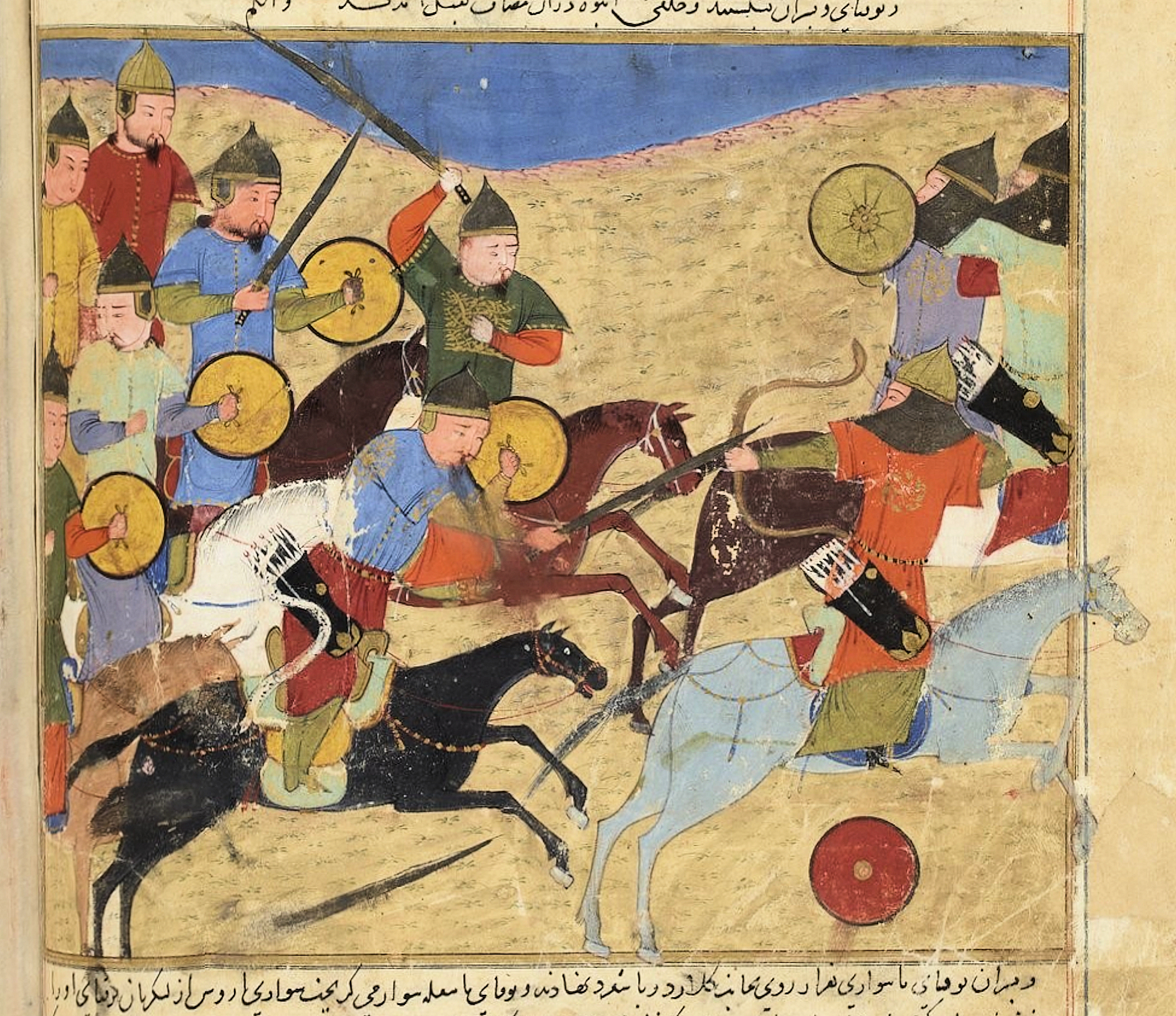
トクタとノガイの戦闘（『集史』パリ写本）

バトゥ・ハンの時代から、ジョチ・ウルス右翼諸軍に属していたボアル家の後継者として活躍した。ベルケ・ハンの時代、1260年にフレグ西征軍に参加していた同じ従兄弟であったトタルが反乱罪の嫌疑で処刑され、シバンの4男バラカンやオルダ次男のクリが不審死する事件が起きた。これら一連の事態をフレグの陰謀と見なしたベルケはフレグの本拠地となっていたカフカス山脈以南のアーザルバーイジャーン地方へ遠征軍3万騎を派遣し、ノガイはこれの指揮官としてフレグ・ハンやその後継者であるアバカ・ハンなど草創期のイルハン朝の軍団と交戦し多くの武功を建てた。
1265年7月には東ローマ帝国（パレオロゴス王朝）に出兵し、ミカエル8世パレオロゴスの軍を撃破すると、トラキアの町を破壊した。その後、ミカエル8世の娘エウフロシュネー（Euphrosyne Palaeologina）を妃に迎えて、東ローマ帝国と同盟した。同年冬に、フレグが没した直後のアーザルバーイジャーン遠征ではカフカス山脈東部のダルバンドを越境してイルハン朝勢力下のムーガーン低地地方（en）のクラ川北岸で、アバカの弟君ヨシムトと激戦となった。ここでノガイは片目を失い敗走した。これを受けてベルケ自らが軍を率いて親征し、ダルバンドを越境して渡河のためにクラ川をティフリス付近まで遡上していたが、1267年1月にこの地でベルケは急死してしまった。
その後モンケ・テムル・ハンの時代になると、ノガイは対イルハン朝戦役の前線指揮から退き、代わってバラカンの息子トクタイがタンマチ（後衛）軍を率いてカフカス北麓のテレク川流域に遊牧地を与えられた。これに伴ってノガイにはジョチ・ウルス最西端にあたるドナウ川下流域に遊牧地を与えられることになった。イルハン朝との戦いなど、様々な戦いに参加している。彼の勢力圏はジョチ・ウルスの諸王族の中でも最も西部に位置し、ウルスの外にあるリトアニア（1275年）、コンスタンチノープル（1285年）、ハンガリー（1285年）、ポーランド（1287年）、にたびたび出兵して勢力を拡大した。
1280年、モンケ・テムルが死去すると、左翼諸軍の統帥でオルダ・ウルス当主コニチと協議し、その後継者にテムルの息子ではなく、バトゥ家の最年長者であるモンケ・テムルの次弟トダ・モンケを擁立した。この年にはクビライがカイドゥ討伐のために皇子ノムガンを中央アジアへ派兵した時期で、対大元ウルス対策をコニチ、トダ・モンケとともに協議している。この時期にはノガイは右翼の最有力者にまでなり、その影響力は右翼のみならずジョチ・ウルス全体にまでおよびウルス全体の実力者として認められていた。
しかし、1287年にトダ・モンケがイスラーム神秘主義に傾倒し過ぎるという理由で、モンケ・テムルの長男であるアルグイや十男トゥグリルチャ、そして従兄弟のトレ・ブカらを首班とするバトゥ家内部の王族たちから廃位される事件が起きた。トレ・ブカはモンケ・テムルらの長兄であったタルトゥの息子であったため、長子相続を主張して叔父トダ・モンケ廃位に協力した王族たちと図り自ら即位した。しかし彼らはこの一連のクーデターに参加していなかったモンケ・テムルの息子でアルグイの弟であったトクタの有能さを認めており、トクタを抹殺しようと画策していた。トクタはカフカス境域を鎮撫していたベルケチャル家のイルキジのもとへ逃亡し、バトゥ、ベルケ以来のジョチ・ウルスの重鎮となっていたノガイに援助を求めた。ノガイはこれに協力しドナウ流域にあった自領からドニエプル川を東進し、仮病を使ってトレ・ブカら王族たちを誘い出し、病気見舞いにノガイの帳幕に来たところをトクタに襲わせてトレ・ブカら全員を殺害させた。
こうして1291年にはトレ・ブカを暗殺してモンケ・テムルの5男トクタを擁立した。
しかしその後トクタとも対立し、ついに1299年にトクタとドン川河畔で交戦した。この時トクタは敗北してサライまで逃走したが、この勝利にともなってクリミア半島の諸都市を掠奪したため麾下の将軍たちがこれを非難して秘かにトクタにノガイの捕縛に協力する旨を伝えて来た。カフカス北麓のテレク川流域の諸軍を味方につけたトクタは、これを聞くと体勢を立て直して反攻に出た。ノガイとその息子たちはトクタの軍勢と交戦したが今度は敗北した。息子たちはハンガリー方面のノガイの所領へ逃げ延びたが、彼自身はこの戦いで戦死した。死因についてマムルーク朝の歴史家ヌワイリー（1279年 - 1333年）はルーシ人兵士に殺害されたと述べており、『集史』の著者ラシードゥッディーンは捕縛されてトクタの宮廷に連行される途中で負傷が悪化して死亡したと伝える。
1265年のアゼルバイジャン地方を巡る境域紛争での敗退以降は、中央アジアのカイドゥやバラクとの紛争のさなか、オルダ家のコニチやジョチ家宗主となったモンケ・テムルなどもフレグ家に友好使節を派遣しており、ノガイ自身もジョチ・ウルスとアバカ、アルグンらイルハン朝の君主たちとの友好関係を持続する事に努めている。トクタ・ハンと不和になり対立した時期は、ガザン・ハンに調停してもらうよう依頼したが、ガザンはジョチ・ウルス内部の紛争には不干渉を表明したためイルハン朝を介した調停工作は失敗に終わった。

## ボアル家系図
- ジョチ(Jöči ＞朮赤/zhúchì,جوچى خان/jūchī khān)
  - ボアル(Bo’al ＞بوال/būāl)
    - タタル(Tatar ＞تاتار/tātār)
      - ノガイ(Noγai ＞نوقای/nūqāy)
        - チュケ(Čekke ＞جکه/jaka)
          - カラ・ケセク(Qara keseg ＞قارا کیساک/qārā kīsāk)

        - テケ(Tekke ＞تکه/taka)
        - トライ(Torai ＞تورای/tūrāy)

15世紀初頭に編纂された『ムイーン史選』は、オルダ・ウルスの君主サシ・ブカをノガイの息子とするが、ドニエプル川〜ドナウ川一帯の西方右翼ウルスを根拠地とするノガイの息子が唐突に東方左翼ウルス（＝オルダ・ウルス）の当主になったというのは不自然に他ならず、あらゆる研究者は一致して「サシ・ブカはボアル-ノガイ家の出身である」という説を事実と見なしていない。